# Gottlieb Hering
Gottlieb Hering, född 2 juni 1887 i Warmbronn, död 9 oktober 1945 i Stetten im Remstal, var en tysk SS-Hauptsturmführer och lägerkommendant. Han var bland annat kommendant i förintelselägret Bełżec åren 1942–1943.

## Biografi
Hering genomgick från 1907 till 1909 militärutbildning. År 1912 inledde han sin polistjänst. Under första världskriget stred han i ett grenadjärregemente på västfronten och dekorerades med Järnkorset av första klassen.
Efter kriget återupptog Hering sin polistjänst. År 1920 blev han medlem i SPD och kom under 1920-talet att förespråka stränga åtgärder mot det nybildade Nationalsocialistiska tyska arbetarepartiet (NSDAP) och mot de paramilitära organisationerna Sturmabteilung (SA) och Schutzstaffel (SS). 

### Tredje riket
Adolf Hitler utnämndes i januari 1933 till tysk rikskansler och då protesterade Herings underordnade mot hans partitillhörighet. En av Herings kolleger, Christian Wirth, stödde honom dock och i maj 1933 anslöt sig Hering till NSDAP. Året därpå utsågs Hering till chef för Kriminalpolizei i Göppingen.
I september 1939 inleddes officiellt Nazitysklands så kallade eutanasiprogram Aktion T4, inom vilket psykiskt och fysiskt funktionshindrade personer mördades. Hering var bland annat stationerad på anstalten Sonnenstein, där han utfärdade falska dödsattester. I december 1939 ansökte Hering om medlemskap i SS, men nekades detta på grund av medicinska skäl.
Den 1 augusti 1942 avlöste Hering Christian Wirth som kommendant i förintelselägret Bełżec, som ingick i Operation Reinhard, nazisternas plan att förinta Generalguvernementets judiska befolkning. Hering, som inte blev SS-medlem förrän i april 1943, ledde lägret med sin tjänstegrad från Kriminalpolizei. Mellan juli och oktober 1942 nådde transporterna till Bełżec sin höjdpunkt. Hering beordrade att de nyanlända som inte själva orkade gå till gaskamrarna skulle dödas med nackskott. I december samma år stängdes Bełżec och Hering övervakade uppgrävandet och kremeringen av de redan begravda kropparna. I början av 1943 utsågs Hering till kommendant i arbetslägret Poniatowa, beläget cirka 30 kilometer från Lublin. Inom ramen för Aktion Erntefest likviderades lägret och omkring 14 000 fångar arkebuserades.
Efter det att lägren inom Operation Reinhard hade stängts och rivits kommenderades personalen till Operationszone Adriatisches Küstenland i norra Italien. Inom ramen för Sonderabteilung Einsatz R grep och deporterade man italienska judar samt bekämpade partisaner. Under en kort period var Hering kommendant för koncentrationslägret Risiera di San Sabba, där judiska fångar samt partisaner mördades. I april 1945 återvände Hering till Tyskland.

### Död
Efter andra världskrigets slut verkade Hering vid Kriminalpolizei i Heilbronn. Han avled under oklara omständigheter på Katharinen-Hospital i Stetten im Remstal.